# ویکتور جوی وی
ویکتور جوی وی (به اسپانیایی: Víctor Joy Way) (زاده ۱۰ مارس ۱۹۴۵) سیاست‌مدار اهل پرو است. وی از ۳ ژانویه ۱۹۹۹ تا ۱۰ اکتبر ۱۹۹۹ نخست‌وزیر این کشور بود.